# Rémy et Ghislaine
Rémy et Ghislaine ist ein von François Craenhals im realistischen Stil gezeichneter frankobelgischer Comic.

## Handlung
Rémy et Ghislaine, die Kinder des Erfinders Henri de Bonneval, reisen nach Australien, um ihren verschwundenen Vater mit Hilfe ihres Diners William wiederzufinden und helfen ihrem Onkel Ben in den Vereinigten Staaten bei der Gewinnung von Öl. In beiden Fällen müssen sie sich gegen zwielichtige Gestalten zur Wehr setzen.

## Hintergrund
François Craenhals war für die Abenteuerreihe verantwortlich, in der er sich an den Erzählungen von Charles Dickens orientierte und die Zeichnungen in einer monochromen Aquarelltechnik ausführte, die bereits Paul Cuvelier in Corentin eingesetzt hatte. Hergé lobte die Arbeit dafür, verglich sie mit Paul Cuveliers Corentin und engagierte Craenhals auch für Folgeaufträge im Tintin.
Die Serie erschien zwischen 1951 und 1952 in der belgischen und französischen Ausgabe von Tintin. Le Lombard gab 1955 die Alben heraus, die 1977 vom Verleger Michel Deligne erneut veröffentlicht wurden.

## Rezeption
Volker Hamann findet die zeichnerische Entwicklung Craenhals' in dem Werk weit spannender als die von einer zuckersüßen Naivität durchsetzte Geschichte.

## Geschichten
- Le Cas étrange de M. de Bonneval (1951–1952)
- Le Puits 32 (1952)